# カステルフランコ・ディ・ソット
カステルフランコ・ディ・ソット（伊: Castelfranco di Sotto）は、イタリア共和国トスカーナ州ピサ県にある、人口約14,000人の基礎自治体（コムーネ）。

## 地理

### 位置・広がり

#### 隣接コムーネ
隣接するコムーネは以下の通り。括弧内のLUはルッカ県所属を示す。
- アルトパーショ (LU)
- ビエンティナ
- フチェッキオ (FI)
- モントーポリ・イン・ヴァル・ダルノ
- サン・ミニアート
- サンタ・クローチェ・スッラルノ
- サンタ・マリーア・ア・モンテ

### 気候分類・地震分類
カステルフランコ・ディ・ソットにおけるイタリアの気候分類 (it) および度日は、zona D, 1864 GGである。
また、イタリアの地震リスク階級 (it) では、zona 3 (sismicità bassa) に分類される。

## 行政

### 分離集落
カステルフランコ・ディ・ソットには、以下の分離集落（フラツィオーネ）がある。
- Galleno, Orentano, Villa Campanile

## 主な出身者
- フランコ・キオッチョーリ